# Hallencourt
 Hallencourt ist eine französische Gemeinde mit 1.318 Einwohnern (Stand 1. Januar 2022) im Département Somme in der Region Hauts-de-France. Sie gehört zum Arrondissement Abbeville und zum Kanton Gamaches.
Am 1. Januar 1972 wurde die Gemeinde Hocquincourt mit Hallencourt fusioniert. Das Gemeindegebiet liegt im Regionalen Naturpark Baie de Somme Picardie Maritime.

## Bevölkerungsentwicklung
| Jahr      | 1962 | 1968 | 1975 | 1982 | 1990 | 1999 | 2010 |
| Einwohner | 1120 | 1120 | 1370 | 1407 | 1374 | 1348 | 1416 |

## Sehenswürdigkeiten
- Kirche Saint-Denis in Hallencourt
- Kirche Saint-Firmin in Hocquincourt
- Schloss Beauvoir (18. Jahrhundert)

## Persönlichkeiten
- Charles de Monchy, Marquis d’Hocquincourt (1599–1658), Militär
- Roman Opałka (1931–2011), Künstler, geboren in Hocquincourt
- Édouard Louis (* 1992), Schriftsteller